# Gaonera

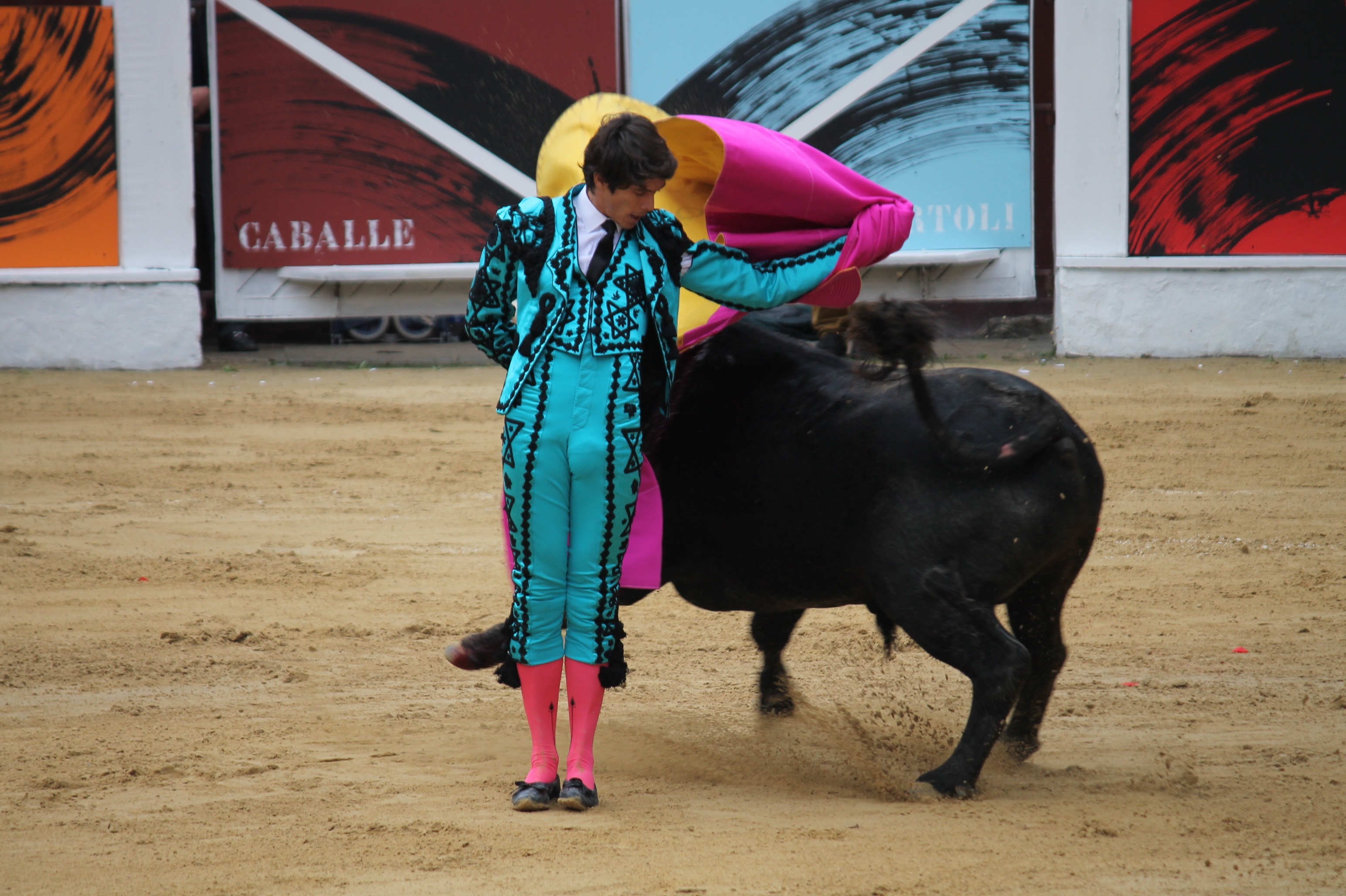
Gaoneras de S. Castella, Bogotá, 2019

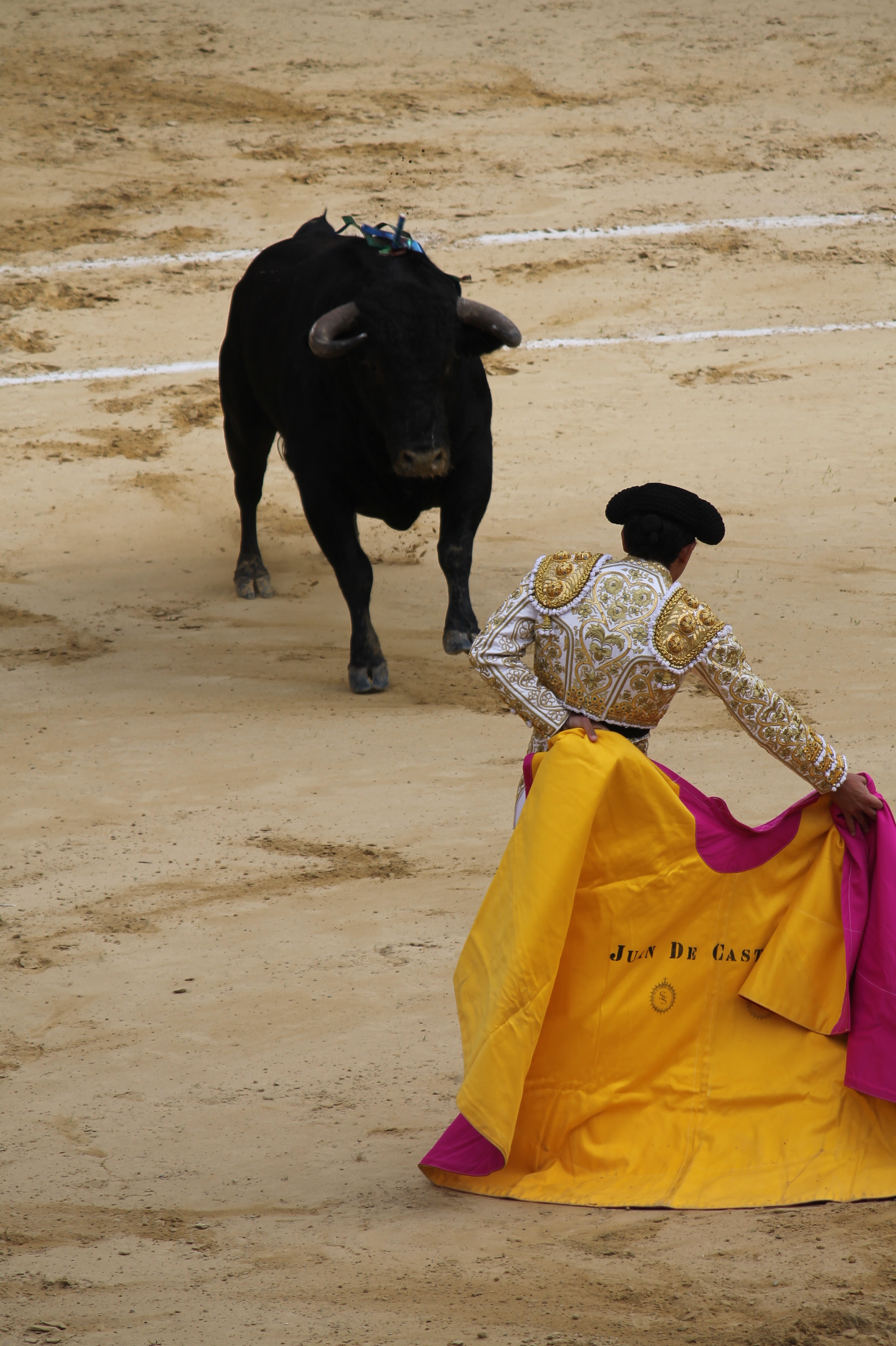
Gaoneras de Juan de Castilla (torero) en la Segunda de Abono de la Santamaría de Bogotá en 2018.

La gaonera es un lance delantero que se ejecuta con el capote a la espalda, sujeto por ambas manos y con la mayor parte del vuelo del mismo por un lado, generalmente el derecho. Al llegar el toro a la jurisdicción del torero, este da medio giro hacia el lado contrario de por donde ha embestido el toro, levantando el capote, que pasa por encima de los lomos y volviéndolo a presentar de la misma manera, por el lado contrario. En general, el pase se repite una serie de veces y frecuentemente se usa en los quites. Así llamadas por haberlas inventado el torero mexicano Rodolfo Gaona, El Califa de León, nacido en la ciudad de León de los Aldamas, Guanajuato.

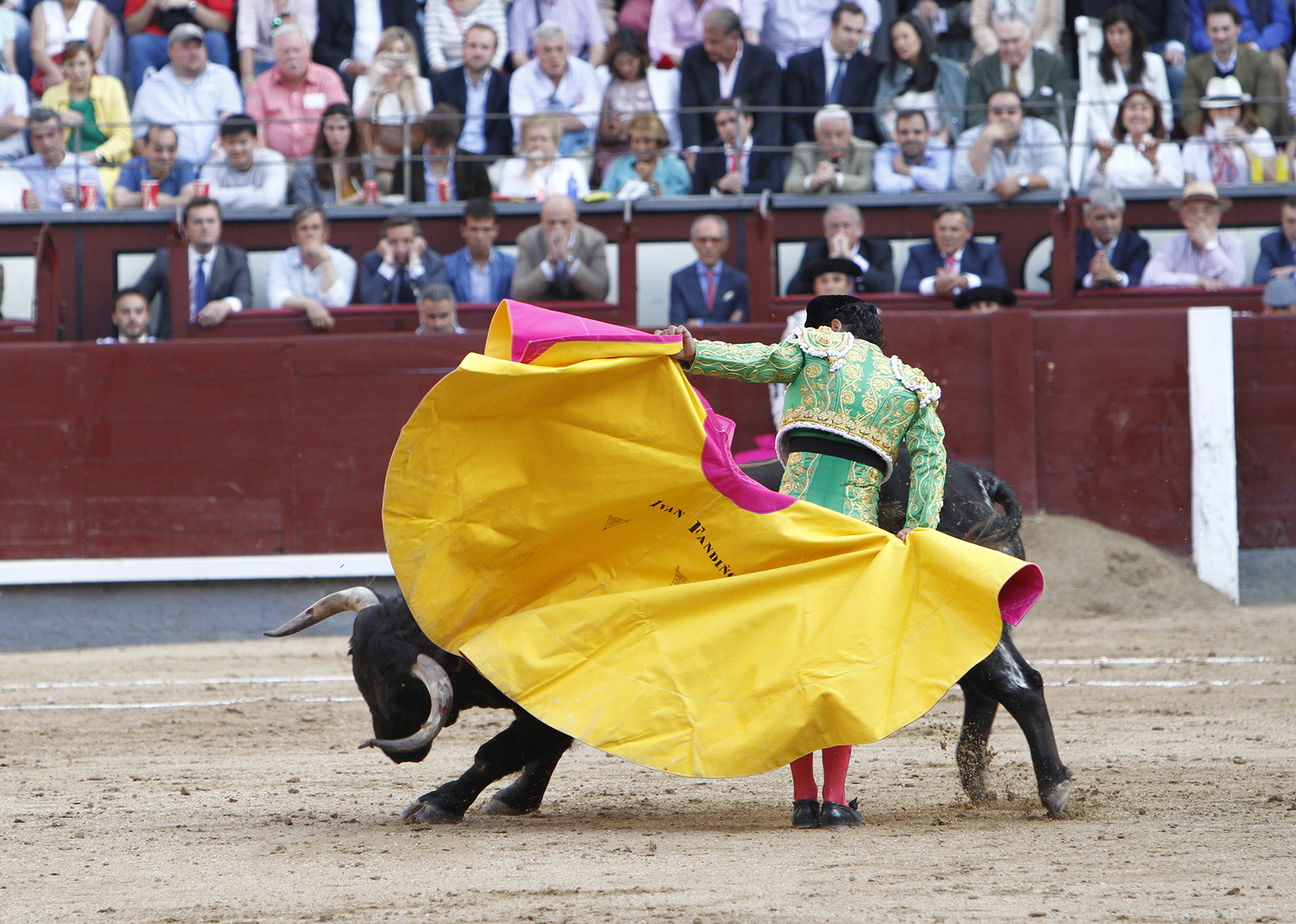
Quite por gaoneras de Iván Fandino en la plaza de Las Ventas, Madrid, el 26 de mayo de 2016

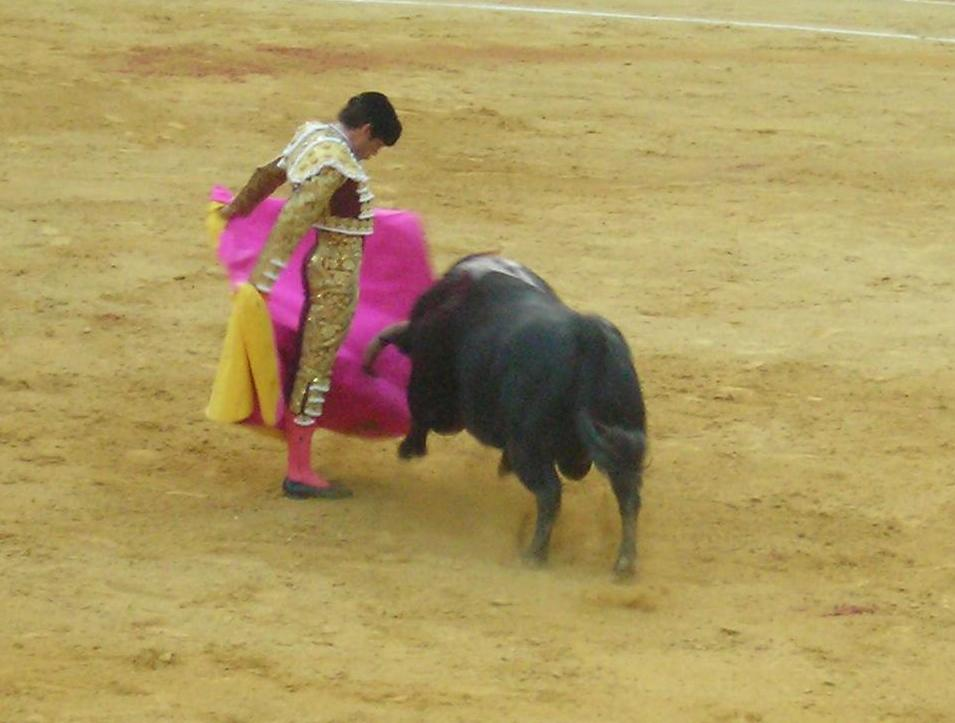
Quite por gaoneras de José Tomás.

- Datos: Q3095237
- Multimedia: Gaonera / Q3095237